# アカデミー歌曲賞
アカデミー歌曲賞（アカデミーかきょくしょう、Academy Award for Best Original Song）は、アカデミー賞の部門の一つ。

## 受賞一覧

### 1930年代
| 年                           | 映画                            | 曲                              | 候補者                                   | 候補者 |
| 年                           | 映画                            | 曲                              | 作曲                                     | 作詞   |
| ---------------------------- | ------------------------------- | ------------------------------- | ---------------------------------------- | ------ |
| 1934 (第7回)                 |                                 |                                 |                                          |        |
| 『コンチネンタル』           | 「コンチネンタル」              | コン・コンラッド                | ハーブ・マジッドソン                     |        |
| 『空中レヴュー時代』         | 「キャリオカ」                  | ヴィンセント・ユーマンス        | エドワード・エリシュー、ガス・カーン     |        |
| 『彼女は僕を愛さない』       | 「ラヴ・イン・ブルーム」        | ラルフ・レインジャー            | レオ・ロビン                             |        |
| 1935 (第8回)                 |                                 |                                 |                                          |        |
| 『ゴールド・ディガース36年』 | 「ブロードウェイの子守歌」      | ハリー・ウォーレン              | アル・デュビン                           |        |
| 『ロバータ』                 | "Lovely to Look At"             | ジェローム・カーン              | ドロシー・フィールズ、ジミー・マクヒュー |        |
| 『トップ・ハット』           | 「チーク・トゥ・チーク」        | アーヴィング・バーリン          | アーヴィング・バーリン                   |        |
| 1936 (第9回)                 |                                 |                                 |                                          |        |
| 『有頂天時代』               | 「今宵の君は」                  | ジェローム・カーン              | ドロシー・フィールズ                     |        |
| 『踊るアメリカ艦隊』         | 「あなたはしっかり私のもの」    | コール・ポーター                | コール・ポーター                         |        |
| 『ペニーズ・フロム・ヘブン』 | 「ペニーズ・フロム・ヘブン」    | アーサー・ジョンストン          | ジョニー・バーク                         |        |
| Sing, Baby, Sing             | "When Did You Leave Heaven"     | リチャード・A・ホワイティング   | ウォルター・ブロック                     |        |
| 『暁の爆撃隊』               | "Did I Remember"                | ウォルター・ドナルドソン        | ハロルド・アダムソン                     |        |
| 『丘の一本松』               | "A Melody from the Sky"         | ルイス・アルター                | シドニー・S・ミッチェル                  |        |
| 1937 (第10回)                |                                 |                                 |                                          |        |
| 『ワイキキの結婚』           | 「麗しのレイラニ」              | ハリー・オーウェンス            | ハリー・オーウェンス                     |        |
| 『画家とモデル』             | "Whispers in the Dark"          | フレデリック・ホランダー        | レオ・ロビン                             |        |
| Mr. Dodd Takes the Air       | "Remember Me"                   | ハリー・ウォーレン              | アル・デュビン                           |        |
| 『踊らん哉』                 | 「誰にも奪えぬこの想い」        | ジョージ・ガーシュウィン (p.n.) | アイラ・ガーシュウィン                   |        |
| 『ファッション・タイム』     | "That Old Feeling"              | サミー・フェイン                | リュー・ブラウン                         |        |
| 1938 (第11回)                |                                 |                                 |                                          |        |
| 『百万弗大放送』             | 「思い出によみがえる」          | ラルフ・レインジャー            | レオ・ロビン                             |        |
| 『世紀の楽団』               | "Now It Can Be Told"            | アーヴィング・バーリン          | アーヴィング・バーリン                   |        |
| 『気儘時代』                 | "Change Partners"               | アーヴィング・バーリン          | アーヴィング・バーリン                   |        |
| 『牧童と貴婦人』             | "The Cowboy and the Lady"       | ライオネル・ニューマン          | アーサー・クエンザー                     |        |
| Going Places                 | "Jeepers Creepers"              | ハリー・ウォーレン              | ジョニー・マーサー                       |        |
| The Lady Objects             | "A Mist Over the Moon"          | ベン・オークランド              | オスカー・ハマースタイン2世              |        |
| Mannequin                    | "Always and Always"             | エドワード・ウォード            | チェット・フォレスト、ボブ・ライト       |        |
| Merrily We Live              | "Merrily We Live"               | フィル・クレイグ                | アーサー・クエンザー                     |        |
| 『年ごろ』                   | "My Own"                        | ジミー・マクヒュー              | ハロルド・アダムソン                     |        |
| 『西部の星空の下で』         | "Dust"                          | ジョニー・マーヴィン            | ジョニー・マーヴィン                     |        |
| 1939 (第12回)                |                                 |                                 |                                          |        |
| 『オズの魔法使』             | 「虹の彼方に」                  | ハロルド・アーレン              | E・Y・ハーバーグ                         |        |
| 『ガリヴァー旅行記』         | "Faithful Forever"              | ラルフ・レインジャー            | レオ・ロビン                             |        |
| 『邂逅』                     | "Wishing"                       | バディ・デ・シルヴァ            | バディ・デ・シルヴァ                     |        |
| Second Fiddle                | "I Poured My Heart into a Song" | アーヴィング・バーリン          | アーヴィング・バーリン                   |        |

### 1940年代
| 年                               | 映画                                                     | 曲                                                         | 候補者                                                     | 候補者 |
| 年                               | 映画                                                     | 曲                                                         | 作曲                                                       | 作詞   |
| -------------------------------- | -------------------------------------------------------- | ---------------------------------------------------------- | ---------------------------------------------------------- | ------ |
| 1940 (第13回)                    |                                                          |                                                            |                                                            |        |
| 『ピノキオ』                     | 「星に願いを」                                           | リー・ハーライン                                           | ネッド・ワシントン                                         |        |
| 『遥かなるアルゼンチン』         | "Down Argentine Way"                                     | ハリー・ウォーレン                                         | マック・ゴードン                                           |        |
| Hit Parade of 1941               | "Who Am I?"                                              | ジューリー・スタイン                                       | ウォルター・ブロック                                       |        |
| Music in My Heart                | "It's a Blue World"                                      | チェット・フォレスト、ボブ・ライト                         | チェット・フォレスト、ボブ・ライト                         |        |
| Rhythm on the River              | "Only Forever"                                           | ジェームズ・V・モナコ                                      | ジョニー・バーク                                           |        |
| 『セカンド・コーラス』           | "Love of My Life"                                        | アーティ・ショウ                                           | ジョニー・マーサー                                         |        |
| 『青きダニューヴの夢』           | "Waltzing in the Clouds"                                 | ロベルト・シュトルツ                                       | ガス・カーン                                               |        |
| Strike Up the Band               | "Our Love Affair"                                        | ロジャー・イーデンス、アーサー・フリード                   | ロジャー・イーデンス、アーサー・フリード                   |        |
| You'll Find Out                  | "I'd Know You Anywhere"                                  | ジミー・マクヒュー、ジョニー・マーサー                     |                                                            |        |
| 1941 (第14回)                    |                                                          |                                                            |                                                            |        |
| 『レディ・ビー・グッド』         | 「思い出のパリ」                                         | ジェローム・カーン                                         | オスカー・ハマースタイン2世                                |        |
| All-American Co-Ed               | "Out of the Silence"                                     | ロイド・B・ノーリンド                                      | ロイド・B・ノーリンド                                      |        |
| Blues in the Night               | 「ブルース・イン・ザ・ナイト」                           | ハロルド・アーレン                                         | ジョニー・マーサー                                         |        |
| 『凸凹二等兵の巻』               | "Boogie Woogie Bugle Boy"                                | ヒュー・プリンス                                           | ドン・レイ                                                 |        |
| 『ダンボ』                       | 「私の赤ちゃん」                                         | フランク・チャーチル                                       | ネッド・ワシントン                                         |        |
| Las Vegas Nights                 | "Dolores"                                                | ルー・アルター                                             | フランク・レッサー                                         |        |
| Ridin' on a Rainbow              | "Be Honest with Me"                                      | ジーン・オートリー、フレッド・ローズ                       | ジーン・オートリー、フレッド・ローズ                       |        |
| 『銀嶺セレナーデ』               | 「チャタヌーガ・チュー・チュー」                         | ハリー・ウォーレン                                         | マック・ゴードン                                           |        |
| 『踊る結婚式』                   | "Since I Kissed My Baby Goodbye"                         | コール・ポーター                                           | コール・ポーター                                           |        |
| 1942 (第15回)                    |                                                          |                                                            |                                                            |        |
| 『スイング・ホテル』             | 「ホワイト・クリスマス」                                 | アーヴィング・バーリン                                     | アーヴィング・バーリン                                     |        |
| 『我が心の歌』                   | "Always in My Heart"                                     | エルネスト・レクオーナ                                     | キム・ギャノン                                             |        |
| 『ブロードウェイ』               | "How About You?"                                         | バートン・レイン                                           | ラルフ・フリード                                           |        |
| 『バンビ』                       | 「愛のうたごえ」                                         | フランク・チャーチル (p.n.)                                | ラリー・モーレイ                                           |        |
| Flying with Music                | "Pennies for Peppino"                                    | エドワード・ウォード                                       | チェット・フォレスト、ボブ・ライト                         |        |
| Hellzapoppin'                    | "Pig Foot Pete"                                          | ジーン・デ・ポール                                         | ドン・レイ                                                 |        |
| The Mayor of 44th Street         | "There's a Breeze on Lake Louise"                        | ハリー・レヴェル                                           | モート・グリーン                                           |        |
| Orchestra Wives                  | "(I've Got a Gal in) Kalamazoo"                          | ハリー・ウォーレン                                         | マック・ゴードン                                           |        |
| 『晴れて今宵は』                 | 「愛しの君」                                             | ジェローム・カーン                                         | ジョニー・マーサー                                         |        |
| Youth on Parade                  | "I've Heard That Song Before"                            | ジューリー・スタイン                                       | サミー・カーン                                             |        |
| 1943 (第16回)                    |                                                          |                                                            |                                                            |        |
| Hello, Frisco, Hello             | 「知らないでしょう」                                     | ハリー・ウォーレン                                         | マック・ゴードン                                           |        |
| 『キャビン・イン・ザ・スカイ』   | "Happiness Is a Thing Called Joe"                        | ハロルド・アーレン                                         | イップ・ハーバーグ                                         |        |
| Hers to Hold                     | "Say a Pray'r for the Boys Over There"                   | ジミー・マクヒュー                                         | ハーブ・マジッドソン                                       |        |
| Hit Parade of 1943               | "Change of Heart"                                        | ジューリー・スタイン                                       | ハロルド・アダムソン                                       |        |
| 『ラテン・アメリカの旅』         | 「サルドス・アミーゴス」                                 | チャールズ・ウォルコット                                   | ネッド・ワシントン                                         |        |
| 『青空に踊る』                   | "My Shining Hour"                                        | ハロルド・アーレン                                         | ジョニー・マーサー                                         |        |
| Something to Shout About         | 「ユード・ビー・ソー・ナイス・トゥ・カム・ホーム・トゥ」 | コール・ポーター                                           | コール・ポーター                                           |        |
| 『ステージドア・キャンティーン』 | "We Mustn't Say Goodbye"                                 | ジェームズ・V・モナコ                                      | アル・デュビン                                             |        |
| Star Spangled Rhythm             | "That Old Black Magic"                                   | ハロルド・アーレン                                         | ジョニー・マーサー                                         |        |
| Thank Your Lucky Stars           | "They're Either Too Young or Too Old"                    | アーサー・シュワルツ                                       | フランク・レッサー                                         |        |
| 1944 (第17回)                    |                                                          |                                                            |                                                            |        |
| 『我が道を往く』                 | 「星にスイング」                                         | ジミー・ヴァン・ヒューゼン                                 | ジョニー・バーク                                           |        |
| 『ブラジル』                     | "Rio de Janeiro"                                         | アリー・バーローゾ                                         | ネッド・ワシントン                                         |        |
| 『カバーガール』                 | "Long Ago (and Far Away)"                                | ジェローム・カーン                                         | アイラ・ガーシュウィン                                     |        |
| Follow the Boys                  | "I'll Walk Alone"                                        | ジューリー・スタイン                                       | サミー・カーン                                             |        |
| Higher and Higher                | "I Couldn't Sleep a Wink Last Night"                     | ジミー・マクヒュー                                         | ハロルド・アダムソン                                       |        |
| 『ハリウッド玉手箱』             | "Sweet Dreams, Sweetheart"                               | M・K・ジェローム                                           | テッド・ケーラー                                           |        |
| Lady, Let's Dance                | "Silver Shadows and Golden Dreams"                       | ルー・ポラック                                             | チャールズ・ニューマン                                     |        |
| 『若草の頃』                     | "The Trolley Song"                                       | ラルフ・ブレイン、ヒュー・マーティン                       | ラルフ・ブレイン、ヒュー・マーティン                       |        |
| Minstrel Man                     | "Remember Me to Carolina"                                | ハリー・レヴェル                                           | ポール・ウェブスター                                       |        |
| Song of the Open Road            | "Too Much in Love"                                       | ウォルター・ケント                                         | キム・ギャノン                                             |        |
| Sweet and Low-Down               | "I'm Making Believe"                                     | ジェームズ・V・モナコ                                      | マック・ゴードン                                           |        |
| 『ダニー・ケイの新兵さん』       | "Now I Know"                                             | ハロルド・アーレン                                         | テッド・ケーラー                                           |        |
| 1945 (第18回)                    |                                                          |                                                            |                                                            |        |
| 『ステート・フェア』             | 「春の如く」                                             | リチャード・ロジャース                                     | オスカー・ハマースタイン2世                                |        |
| 『錨を上げて』                   | 「アイ・フォール・イン・ラヴ・トゥー・イージリー」       | ジューリー・スタイン                                       | サミー・カーン                                             |        |
| 『ユーコンの女王』               | "Sleighride in July"                                     | ジミー・ヴァン・ヒューゼン                                 | ジョニー・バーク                                           |        |
| 『聖メリーの鐘』                 | "Aren't You Glad You're You?"                            | ジミー・ヴァン・ヒューゼン                                 | ジョニー・バーク                                           |        |
| Can't Help Singing               | "More and More"                                          | ジェローム・カーン (p.n.)                                  | エドガー・イップ・ハーバーグ                               |        |
| Earl Carroll Vanities            | "Endlessly"                                              | ウォルター・ケント                                         | キム・ギャノン                                             |        |
| Here Come the Waves              | "Ac-Cent-Tchu-Ate the Positive"                          | ハロルド・アーレン                                         | ジョニー・マーサー                                         |        |
| 『ラブ・レター』                 | 「ラヴ・レターズ」                                       | ヴィクター・ヤング                                         | エドワード・へイマン                                       |        |
| 『サン・アントニオ』             | "Some Sunday Morning"                                    | レイ・ハインドーフ、M・K・ジェローム                       | テッド・ケーラー                                           |        |
| Sing Your Way Home               | "I'll Buy That Dream"                                    | アリー・リューベル                                         | ハーブ・マジッドソン                                       |        |
| 『G・I・ジョウ』                 | "Linda"                                                  | アン・ロネル                                               | アン・ロネル                                               |        |
| 『今宵よ永遠に』                 | "Anywhere"                                               | ジューリー・スタイン                                       | サミー・カーン                                             |        |
| Why Girls Leave Home             | "The Cat and the Canary"                                 | ジェイ・リビングストン                                     | レイ・エバンズ                                             |        |
| 『ダニー・ケイの 天国と地獄』    | "So in Love"                                             | デヴィッド・ローズ                                         | レオ・ロビン                                               |        |
| 1946 (第19回)                    |                                                          |                                                            |                                                            |        |
| 『ハーヴェイ・ガールズ』         | 「サンタフェ鉄道」                                       | ハリー・ウォーレン                                         | ジョニー・マーサー                                         |        |
| 『ブルー・スカイ』               | 「ユー・キープ・カミング・バック・ライク・ア・ソング」   | アーヴィング・バーリン                                     | アーヴィング・バーリン                                     |        |
| 『インディアン渓谷』             | 「オール・バター・ミルク・スカイ」                       | ホーギー・カーマイケル                                     | ジャック・ブルックス                                       |        |
| Centennial Summer                | "All Through the Day"                                    | ジェローム・カーン (p.n.)                                  | オスカー・ハマースタイン2世                                |        |
| The Dolly Sisters                | "I Can't Begin to Tell You"                              | ジェームズ・V・モナコ (p.n.)                               | マック・ゴードン                                           |        |
| 1947 (第20回)                    |                                                          |                                                            |                                                            |        |
| 『南部の唄』                     | 「ジッパ・ディー・ドゥー・ダー」                         | アリー・リューベル                                         | レイ・ギルバート                                           |        |
| Good News                        | "Pass That Peace Pipe"                                   | ラルフ・ブレイン、ロジャー・イーデンス、ヒュー・マーティン | ラルフ・ブレイン、ロジャー・イーデンス、ヒュー・マーティン |        |
| Mother Wore Tights               | "You Do"                                                 | ジョセフ・マイロー                                         | マック・ゴードン                                           |        |
| 『ポーリンの冒険』               | "I Wish I Didn't Love You So"                            | フランク・レッサー                                         | フランク・レッサー                                         |        |
| The Time, the Place and the Girl | "A Gal in Calico"                                        | アーサー・シュワルツ                                       | レオ・ロビン                                               |        |
| 1948 (第21回)                    |                                                          |                                                            |                                                            |        |
| 『腰抜け二挺拳銃』               | 「ボタンとリボン」                                       | レイ・エバンズ、ジェイ・リビングストン                     | レイ・エバンズ、ジェイ・リビングストン                     |        |
| 『迷路』                         | "For Every Man There's a Woman"                          | ハロルド・アーレン                                         | レオ・ロビン                                               |        |
| 『洋上のロマンス』               | "It's Magic"                                             | ジューリー・スタイン                                       | サミー・カーン                                             |        |
| 『あのアーミン毛皮の貴婦人』     | "This Is the Moment"                                     | フレデリック・ホランダー                                   | レオ・ロビン                                               |        |
| Wet Blanket Policy               | "The Woody Woodpecker Song"                              | ラメイ・イドリス、ジョージ・ティブルズ                     | ラメイ・イドリス、ジョージ・ティブルズ                     |        |
| 1949 (第22回)                    |                                                          |                                                            |                                                            |        |
| 『水着の女王』                   | 「ベイビー、イッツ・コールド・アウトサイド」             | フランク・レッサー                                         | フランク・レッサー                                         |        |
| 『星は輝く』                     | "Through a Long and Sleepless Night"                     | アルフレッド・ニューマン                                   | マック・ゴードン                                           |        |
| It's a Great Feeling             | "It's a Great Feeling"                                   | ジューリー・スタイン                                       | サミー・カーン                                             |        |
| 『愚かなり我が心』               | 「愚かなり我が心」                                       | ヴィクター・ヤング                                         | ネッド・ワシントン                                         |        |
| 『わが心にかくも愛しき』         | "Lavender Blue"                                          | エリオット・ダニエル                                       | ラリー・モーレイ                                           |        |

### 1950年代
| 年                       | 映画                           | 曲                                                                   | 候補者                                                               | 候補者 |
| 年                       | 映画                           | 曲                                                                   | 作曲                                                                 | 作詞   |
| ------------------------ | ------------------------------ | -------------------------------------------------------------------- | -------------------------------------------------------------------- | ------ |
| 1950 (第23回)            |                                |                                                                      |                                                                      |        |
| 『別働隊』               | 「モナ・リザ」                 | レイ・エバンズ、ジェイ・リビングストン                               | レイ・エバンズ、ジェイ・リビングストン                               |        |
| 『シンデレラ』           | 「ビビディ・バビディ・ブー」   | マック・デヴィッド、アル・ホフマン、ジェリー・リヴィングストン       | マック・デヴィッド、アル・ホフマン、ジェリー・リヴィングストン       |        |
| Singing Guns             | "Mule Train"                   | フレッド・グリックマン、ハイ・ヒース、ジョニー・ラング               | フレッド・グリックマン、ハイ・ヒース、ジョニー・ラング               |        |
| The Toast of New Orleans | "Be My Love"                   | ニコラス・ブロズスキー                                               | サミー・カーン                                                       |        |
| Wabash Avenue            | "Wilhelmina"                   | ジョセフ・マイロー                                                   | マック・ゴードン                                                     |        |
| 1951 (第24回)            |                                |                                                                      |                                                                      |        |
| 『花婿来たる』           | 「冷たき宵に」                 | ホーギー・カーマイケル                                               | ジョニー・マーサー                                                   |        |
| 『ゴールデンガール』     | "Never"                        | ライオネル・ニューマン                                               | エリオット・ダニエル                                                 |        |
| Rich, Young and Pretty   | "Wonder Why"                   | ニコラス・ブロズスキー                                               | サミー・カーン                                                       |        |
| 『恋愛準決勝戦』         | "Too Late Now"                 | バートン・レイン                                                     | アラン・ジェイ・ラーナー                                             |        |
| The Strip                | "A Kiss to Build a Dream On"   | バート・カルマー (p.n.)、オスカー・ハマースタイン2世、ハリー・ルビー | バート・カルマー (p.n.)、オスカー・ハマースタイン2世、ハリー・ルビー |        |
| 1952 (第25回)            |                                |                                                                      |                                                                      |        |
| 『真昼の決闘』           | "The Ballad of High Noon"      | ディミトリ・ティオムキン                                             | ネッド・ワシントン                                                   |        |
| Because You're Mine      | "Because You're Mine"          | ニコラス・ブロズスキー                                               | サミー・カーン                                                       |        |
| 『アンデルセン物語』     | "Thumbelina"                   | フランク・レッサー                                                   | フランク・レッサー                                                   |        |
| Just for You             | "Zing a Little Zong"           | ハリー・ウォーレン                                                   | レオ・ロビン                                                         |        |
| 『腰抜け二挺拳銃の息子』 | "Am I in Love"                 | ジャック・ブルックス                                                 | ジャック・ブルックス                                                 |        |
| 1953 (第26回)            |                                |                                                                      |                                                                      |        |
| 『カラミティ・ジェーン』 | 「秘めたる恋」                 | サミー・フェイン                                                     | ポール・フランシス・ウェブスター                                     |        |
| 『底抜けやぶれかぶれ』   | 「ザッツ・アモーレ」           | ハリー・ウォーレン                                                   | ジャック・ブルックス                                                 |        |
| 『雨に濡れた欲情』       | "Blue Pacific Blues"           | レスター・リー                                                       | ネッド・ワシントン                                                   |        |
| 『月蒼くして』           | "The Moon Is Blue"             | ハーシェル・バーク・ギルバート                                       | シルヴィア・ファイン                                                 |        |
| Small Town Girl          | "My Flaming Heart"             | ニコラス・ブロズスキー                                               | レオ・ロビン                                                         |        |
| 1954 (第27回)            |                                |                                                                      |                                                                      |        |
| 『愛の泉』               | 「泉の中の三つの銀貨」         | ジューリー・スタイン                                                 | サミー・カーン                                                       |        |
| 『紅の翼』               | "The High and the Mighty"      | ディミトリ・ティオムキン                                             | ネッド・ワシントン                                                   |        |
| 『スタア誕生』           | 「去って行った彼」             | ハロルド・アーレン                                                   | アイラ・ガーシュウィン                                               |        |
| 『奥様は芳紀十七才』     | "Hold My Hand"                 | ジャック・ローレンス、リチャード・マイヤーズ                         | ジャック・ローレンス、リチャード・マイヤーズ                         |        |
| 『ホワイト・クリスマス』 | "Count Your Blessings"         | アーヴィング・バーリン                                               | アーヴィング・バーリン                                               |        |
| 1955 (第28回)            |                                |                                                                      |                                                                      |        |
| 『慕情』                 | 「慕情」                       | サミー・フェイン                                                     | ポール・フランシス・ウェブスター                                     |        |
| 『足ながおじさん』       | 「サムシング・ガッタ・ギブ」   | ジョニー・マーサー                                                   | ジョニー・マーサー                                                   |        |
| 『情欲の悪魔』           | "I'll Never Stop Loving You"   | ニコラス・ブロズスキー                                               | サミー・カーン                                                       |        |
| The Tender Trap          | "(Love Is) The Tender Trap"    | ジミー・ヴァン・ヒューゼン                                           | サミー・カーン                                                       |        |
| Unchained                | 「アンチェインド・メロディ」   | アレックス・ノース                                                   | ハイ・ザレット                                                       |        |
| 1956 (第29回)            |                                |                                                                      |                                                                      |        |
| 『知りすぎていた男』     | 「ケセラセラ」                 | レイ・エバンズ、ジェイ・リビングストン                               | レイ・エバンズ、ジェイ・リビングストン                               |        |
| 『友情ある説得』         | 「われ汝を愛す」               | ディミトリ・ティオムキン                                             | ポール・フランシス・ウェブスター                                     |        |
| 『上流社会』             | 「トゥルー・ラヴ」             | コール・ポーター                                                     | コール・ポーター                                                     |        |
| 『影なき恐怖』           | "Julie"                        | リース・スティーヴンス                                               | トム・アドエア                                                       |        |
| 『風と共に散る』         | "Written on the Wind"          | ヴィクター・ヤング (p.n.)                                            | サミー・カーン                                                       |        |
| 1957 (第30回)            |                                |                                                                      |                                                                      |        |
| 『抱擁』                 | 「オール・ザ・ウェイ」         | ジミー・ヴァン・ヒューゼン                                           | サミー・カーン                                                       |        |
| 『めぐり逢い』           | 「めぐり逢い」                 | ハリー・ウォーレン                                                   | ハロルド・アダムソン、レオ・マッケリー                               |        |
| 『四月の恋』             | 「四月の恋」                   | サミー・フェイン                                                     | ポール・フランシス・ウェブスター                                     |        |
| Tammy and the Bachelor   | "Tammy"                        | レイ・エバンズ、ジェイ・リビングストン                               | レイ・エバンズ、ジェイ・リビングストン                               |        |
| 『野性の息吹き』         | 「野性の息吹き」               | ディミトリ・ティオムキン                                             | ネッド・ワシントン                                                   |        |
| 1958 (第31回)            |                                |                                                                      |                                                                      |        |
| 『恋の手ほどき』         | 「いとしのジジ」               | フレデリック・ロウ                                                   | アラン・ジェイ・ラーナー                                             |        |
| 『ある微笑』             | "A Certain Smile"              | サミー・フェイン                                                     | ポール・フランシス・ウェブスター                                     |        |
| 『月夜の出来事』         | "Almost in Your Arms"          | レイ・エバンズ、ジェイ・リビングストン                               | レイ・エバンズ、ジェイ・リビングストン                               |        |
| 『初恋』                 | "A Very Precious Love"         | サミー・フェイン                                                     | ポール・フランシス・ウェブスター                                     |        |
| 『走り来る人々』         | "To Love and Be Loved"         | ジミー・ヴァン・ヒューゼン                                           | サミー・カーン                                                       |        |
| 1959 (第32回)            |                                |                                                                      |                                                                      |        |
| 『波も涙も暖かい』       | 「望みを高く」                 | ジミー・ヴァン・ヒューゼン                                           | サミー・カーン                                                       |        |
| 『大都会の女たち』       | "The Best of Everything"       | アルフレッド・ニューマン                                             | サミー・カーン                                                       |        |
| 『5つの銅貨』            | 「5つの銅貨」                  | シルヴィア・ファイン                                                 | シルヴィア・ファイン                                                 |        |
| 『縛り首の木』           | 「ハッンギング・ツリー」       | ジェリー・リヴィングストン                                           | マック・デヴィッド                                                   |        |
| The Young Land           | "Strange Are the Ways of Love" | ディミトリ・ティオムキン                                             | ネッド・ワシントン                                                   |        |

### 1960年代
| 年                               | 映画                                | 曲                                                 | 候補者                                             | 候補者 |
| 年                               | 映画                                | 曲                                                 | 作曲                                               | 作詞   |
| -------------------------------- | ----------------------------------- | -------------------------------------------------- | -------------------------------------------------- | ------ |
| 1960 (第33回)                    |                                     |                                                    |                                                    |        |
| 『日曜はダメよ』                 | 「日曜はダメよ」                    | マノス・ハジダキス                                 | マノス・ハジダキス                                 |        |
| 『アラモ』                       | 「遙かなるアラモ」                  | ディミトリ・ティオムキン                           | ポール・フランシス・ウェブスター                   |        |
| 『よろめき珍道中』               | "The Facts of Life"                 | ジョニー・マーサー                                 | ジョニー・マーサー                                 |        |
| High Time                        | "The Second Time Around"            | ジミー・ヴァン・ヒューゼン                         | サミー・カーン                                     |        |
| 『ペペ』                         | "Faraway Part of Town"              | アンドレ・プレヴィン                               | ドリー・プレヴィン                                 |        |
| 1961 (第34回)                    |                                     |                                                    |                                                    |        |
| 『ティファニーで朝食を』         | 「ムーン・リバー」                  | ヘンリー・マンシーニ                               | ジョニー・マーサー                                 |        |
| Bachelor in Paradise             | "Bachelor in Paradise"              | ヘンリー・マンシーニ                               | マック・デヴィッド                                 |        |
| 『エル・シド』                   | "The Falcon and the Dove"           | ロージャ・ミクローシュ                             | ポール・フランシス・ウェブスター                   |        |
| 『ポケット一杯の幸福』           | "Pocketful of Miracles"             | ジミー・ヴァン・ヒューゼン                         | サミー・カーン                                     |        |
| 『非情の町』                     | "Town Without Pity"                 | ディミトリ・ティオムキン                           | ネッド・ワシントン                                 |        |
| 1962 (第35回)                    |                                     |                                                    |                                                    |        |
| 『酒とバラの日々』               | 「酒とバラの日々」                  | ヘンリー・マンシーニ                               | ジョニー・マーサー                                 |        |
| 『戦艦バウンティ』               | "Follow Me"                         | ブロニスラウ・ケイパー                             | ポール・フランシス・ウェブスター                   |        |
| 『夜は帰って来ない』             | "Tender Is the Night"               | サミー・フェイン                                   | ポール・フランシス・ウェブスター                   |        |
| 『すれちがいの街角』             | "Second Chance"                     | アンドレ・プレヴィン                               | ドリー・プレヴィン                                 |        |
| 『荒野を歩け』                   | "Walk on the Wild Side"             | エルマー・バーンスタイン                           | マック・デヴィッド                                 |        |
| 1963 (第36回)                    |                                     |                                                    |                                                    |        |
| 『パパは王様』                   | "Call Me Irresponsible"             | ジミー・ヴァン・ヒューゼン                         | サミー・カーン                                     |        |
| 『シャレード』                   | 「シャレード」                      | ヘンリー・マンシーニ                               | ジョニー・マーサー                                 |        |
| 『北京の55日』                   | 「北京のテーマ」                    | ディミトリ・ティオムキン                           | ポール・フランシス・ウェブスター                   |        |
| 『おかしなおかしなおかしな世界』 | 「It's a Mad, Mad, Mad, Mad World」 | アーネスト・ゴールド                               | マック・デヴィッド                                 |        |
| 『世界残酷物語』                 | 「モア」                            | ニーノ・オリヴィエロ、リズ・オルトラーニ           | ノーマン・ニューウェル                             |        |
| 1964 (第37回)                    |                                     |                                                    |                                                    |        |
| 『メリー・ポピンズ』             | 「チム・チム・チェリー」            | リチャード・M・シャーマン、ロバート・B・シャーマン | リチャード・M・シャーマン、ロバート・B・シャーマン |        |
| 『ニューヨークの恋人』           | 「ディア・ハート」                  | ヘンリー・マンシーニ                               | レイ・エバンズ、ジェイ・リビングストン             |        |
| 『ふるえて眠れ』                 | 「ふるえて眠れ」                    | フランク・デ・ヴォール                             | マック・デヴィッド                                 |        |
| 『七人の愚連隊』                 | 「わが町シカゴ」                    | ジミー・ヴァン・ヒューゼン                         | サミー・カーン                                     |        |
| 『愛よいずこへ』                 | "Where Love Has Gone"               | ジミー・ヴァン・ヒューゼン                         | サミー・カーン                                     |        |
| 1965 (第38回)                    |                                     |                                                    |                                                    |        |
| 『いそしぎ』                     | 「シャドウ・オブ・ユア・スマイル」  | ジョニー・マンデル                                 | ポール・フランシス・ウェブスター                   |        |
| 『キャット・バルー』             | "The Ballad of Cat Ballou"          | ジェリー・リヴィングストン                         | マック・デヴィッド                                 |        |
| 『グレートレース』               | 「スウィートハート・トリー」        | ヘンリー・マンシーニ                               | ジョニー・マーサー                                 |        |
| 『シェルブールの雨傘』           | 「待ちましょう」                    | ミシェル・ルグラン                                 | ジャック・ドゥミ ノーマン・ギンベル (英語歌詞)     |        |
| 『何かいいことないか子猫チャン』 | 「何かいいことないか子猫チャン」    | バート・バカラック                                 | ハル・デヴィッド                                   |        |
| 1966 (第39回)                    |                                     |                                                    |                                                    |        |
| 『野生のエルザ』                 | 「野性のエルザ」                    | ジョン・バリー                                     | ドン・ブラック                                     |        |
| 『アルフィー』                   | 「アルフィー」                      | バート・バカラック                                 | ハル・デヴィッド                                   |        |
| 『殺しの逢びき』                 | "A Time for Love"                   | ジョニー・マンデル                                 | ポール・フランシス・ウェブスター                   |        |
| 『ジョージー・ガール』           | 「ジョージー・ガール」              | トム・スプリングフィールド                         | ジム・デイル                                       |        |
| 『ハワイ』                       | "My Wishing Doll"                   | エルマー・バーンスタイン                           | マック・デヴィッド                                 |        |
| 1967 (第40回)                    |                                     |                                                    |                                                    |        |
| 『ドリトル先生不思議な旅』       | 「動物とおしゃべり」                | レスリー・ブリッカス                               | レスリー・ブリッカス                               |        |
| 『夜の誘惑』                     | "The Eyes of Love"                  | クインシー・ジョーンズ                             | ボブ・ラッセル                                     |        |
| 『007 カジノロワイヤル』         | 「恋の面影」                        | バート・バカラック                                 | ハル・デヴィッド                                   |        |
| 『ジャングル・ブック』           | 「ザ・ベアー・ネセシティ」          | テリー・ギルキソン                                 | テリー・ギルキソン                                 |        |
| 『モダン・ミリー』               | "Thoroughly Modern Millie"          | サミー・カーン、ジミー・ヴァン・ヒューゼン         | サミー・カーン、ジミー・ヴァン・ヒューゼン         |        |
| 1968 (第41回)                    |                                     |                                                    |                                                    |        |
| 『華麗なる賭け』                 | 「風のささやき」                    | ミシェル・ルグラン                                 | アラン・バーグマン、マリリン・バーグマン           |        |
| 『チキ・チキ・バン・バン』       | 「チキ・チキ・バン・バン」          | リチャード・M・シャーマン、ロバート・B・シャーマン | リチャード・M・シャーマン、ロバート・B・シャーマン |        |
| 『愛は心に深く』                 | 「愛は心に深く」                    | クインシー・ジョーンズ                             | ボブ・ラッセル                                     |        |
| 『ファニー・ガール』             | 「ファニー・ガール」                | ジューリー・スタイン                               | ボブ・メリル                                       |        |
| 『スター!』                      | "Star!"                             | ジミー・ヴァン・ヒューゼン                         | サミー・カーン                                     |        |
| 1969 (第42回)                    |                                     |                                                    |                                                    |        |
| 『明日に向って撃て!』            | 「雨にぬれても」                    | バート・バカラック                                 | ハル・デヴィッド                                   |        |
| 『ハッピーエンド/幸せの彼方に』  | 「これからの人生」                  | ミシェル・ルグラン                                 | アラン・バーグマン、マリリン・バーグマン           |        |
| 『ミス・ブロディの青春』         | "Jean"                              | ロッド・マッキューン                               | ロッド・マッキューン                               |        |
| 『くちづけ』                     | 「土曜の朝には」                    | フレッド・カーリン                                 | ドリー・プレヴィン                                 |        |
| 『勇気ある追跡』                 | 「勇気ある追跡」                    | エルマー・バーンスタイン                           | ドン・ブラック                                     |        |

### 1970年代
| 年                                      | 映画                                      | 曲                                              | 候補者                                          | 候補者 |
| 年                                      | 映画                                      | 曲                                              | 作曲                                            | 作詞   |
| --------------------------------------- | ----------------------------------------- | ----------------------------------------------- | ----------------------------------------------- | ------ |
| 1970 (第43回)                           |                                           |                                                 |                                                 |        |
| 『ふたりの誓い』                        | 「ふたりの誓い」                          | フレッド・カーリン                              | ジェイムス・グリフィン、ロブ・ロイヤー          |        |
| 『暁の出撃』                            | 「暗闇にさようなら」                      | ヘンリー・マンシーニ                            | ジョニー・マーサー                              |        |
| Madron                                  | "Till Love Touches Your Life"             | リズ・オルトラーニ                              | アーサー・ハミルトン                            |        |
| 『美しき愛のかけら』                    | "Pieces of Dreams"                        | ミシェル・ルグラン                              | アラン・バーグマン、マリリン・バーグマン        |        |
| 『クリスマス・キャロル』                | "Thank You Very Much"                     | レスリー・ブリッカス                            | レスリー・ブリッカス                            |        |
| 1971 (第44回)                           |                                           |                                                 |                                                 |        |
| 『黒いジャガー』                        | 「黒いジャガーのテーマ」                  | アイザック・ヘイズ                              | アイザック・ヘイズ                              |        |
| 『ベッドかざりとほうき』                | "The Age of Not Believing"                | リチャード・M・シャーマン、ロバート・シャーマン | リチャード・M・シャーマン、ロバート・シャーマン |        |
| 『動物と子供たちの詩』                  | 「動物と子供達の詩」                      | ペリー・ボトキン・Jr、バリー・デ・ヴォーゾン    | ペリー・ボトキン・Jr、バリー・デ・ヴォーゾン    |        |
| 『コッチおじさん』                      | "Life Is What You Make It"                | マーヴィン・ハムリッシュ                        | ジョニー・マーサー                              |        |
| 『オレゴン大森林/わが緑の大地』         | "All His Children"                        | ヘンリー・マンシーニ                            | アラン・バーグマン、マリリン・バーグマン        |        |
| 1972 (第45回)                           |                                           |                                                 |                                                 |        |
| 『ポセイドン・アドベンチャー』          | 「モーニング・アフター」                  | ジョエル・ハーシュホーン、アル・カシャ          | ジョエル・ハーシュホーン、アル・カシャ          |        |
| 『ベン』                                | "Ben"                                     | ウォルター・シャーフ                            | ドン・ブラック                                  |        |
| 『ロイ・ビーン』                        | "Marmalade, Molasses & Honey"             | モーリス・ジャール                              | アラン・バーグマン、マリリン・バーグマン        |        |
| The Little Ark                          | "Come Follow, Follow Me"                  | フレッド・カーリン                              | マーシャ・カーリン                              |        |
| The Stepmother                          | "Strange Are the Ways of Love"            | サミー・フェイン                                | ポール・フランシス・ウェブスター                |        |
| 1973 (第46回)                           |                                           |                                                 |                                                 |        |
| 『追憶』                                | 「追憶」                                  | マーヴィン・ハムリッシュ                        | アラン・バーグマン、マリリン・バーグマン        |        |
| 『シンデレラ・リバティー/かぎりなき愛』 | "Nice to Be Around"                       | ジョン・ウィリアムズ                            | ポール・ウィリアムズ                            |        |
| 『007 死ぬのは奴らだ』                  | 「007 死ぬのは奴らだ」                    | リンダ・マッカートニー、ポール・マッカートニー  | リンダ・マッカートニー、ポール・マッカートニー  |        |
| 『ロビン・フッド』                      | 「ラヴ」                                  | ジョージ・ブランズ                              | フロイド・ハドルストン                          |        |
| 『ウィークエンド・ラブ』                | "All That Love Went to Waste"             | ジョージ・バリー                                | サミー・カーン                                  |        |
| 1974 (第47回)                           |                                           |                                                 |                                                 |        |
| 『タワーリング・インフェルノ』          | 「タワーリング・インフェルノ/愛のテーマ」 | ジョエル・ハーシュホーン、アル・カシャ          | ジョエル・ハーシュホーン、アル・カシャ          |        |
| 『ベンジー』                            | "I Feel Love"                             | ユーエル・ボックス                              | ベティ・ボックス                                |        |
| 『ブレージングサドル』                  | "Blazing Saddles"                         | ジョン・モリス                                  | メル・ブルックス                                |        |
| 『ゴールド』                            | "Wherever Love Takes Me"                  | エルマー・バーンスタイン                        | ドン・ブラック                                  |        |
| 『星の王子さま』                        | "Little Prince"                           | フレデリック・ロウ                              | アラン・ジェイ・ラーナー                        |        |
| 1975 (第48回)                           |                                           |                                                 |                                                 |        |
| 『ナッシュビル』                        | 「アイム・イージー」                      | キース・キャラダイン                            | キース・キャラダイン                            |        |
| 『ファニー・レディ』                    | 「ハウ・ラッキー・キャン・ユー・ゲット」  | フレッド・エッブ、ジョン・カンダー              | フレッド・エッブ、ジョン・カンダー              |        |
| 『マホガニー物語』                      | 「マホガニーのテーマ」                    | マイケル・マッサー                              | ジェリー・ゴフィン                              |        |
| 『あの空に太陽が』                      | "Richard's Window"                        | チャールズ・フォックス                          | ノーマン・ギンベル                              |        |
| 『キャッシュ』                          | "Now That We're in Love"                  | ジョージ・バリー                                | サミー・カーン                                  |        |
| 1976 (第49回)                           |                                           |                                                 |                                                 |        |
| 『スター誕生』                          | 「スター誕生の愛のテーマ」                | バーブラ・ストライサンド                        | ポール・ウィリアムズ                            |        |
| Half a House                            | "A World That Never Was"                  | サミー・フェイン                                | ポール・フランシス・ウェブスター                |        |
| 『オーメン』                            | 「アヴェ・サタニ」                        | ジェリー・ゴールドスミス                        | ジェリー・ゴールドスミス                        |        |
| 『ピンク・パンサー3』                   | 「カム・トゥ・ミー」                      | ヘンリー・マンシーニ                            | ドン・ブラック                                  |        |
| 『ロッキー』                            | 「ロッキーのテーマ」                      | ビル・コンティ                                  | キャロル・コナーズ、エイン・ロビンス            |        |
| 1977 (第50回)                           |                                           |                                                 |                                                 |        |
| 『マイ・ソング』                        | 「恋するデビー」                          | ジョセフ・ブルックス                            | ジョセフ・ブルックス                            |        |
| 『ピートとドラゴン』                    | 「水辺のろうそく」                        | ジョエル・ハーシュホーン、アル・カシャ          | ジョエル・ハーシュホーン、アル・カシャ          |        |
| 『ビアンカの大冒険』                    | 「誰かが待っている」                      | サミー・フェイン                                | キャロル・コナーズ、エイン・ロビンス            |        |
| 『シンデレラ』                          | 「舞踏会のふたり」                        | リチャード・M・シャーマン、ロバート・シャーマン | リチャード・M・シャーマン、ロバート・シャーマン |        |
| 『007 私を愛したスパイ』                | 「私を愛したスパイ」                      | マーヴィン・ハムリッシュ                        | キャロル・ベイヤー・セイガー                    |        |
| 1978 (第51回)                           |                                           |                                                 |                                                 |        |
| 『イッツ・フライデー』                  | 「ラスト・ダンス」                        | ポール・ジャバラ                                | ポール・ジャバラ                                |        |
| 『ファール・プレイ』                    | 「愛に生きる二人」                        | チャールズ・フォックス                          | ノーマン・ギンベル                              |        |
| 『グリース』                            | 「愛すれど悲し」                          | ジョン・ファーラー                              | ジョン・ファーラー                              |        |
| 『ラッシー』                            | 「ラッシーのテーマ」                      | リチャード・M・シャーマン、ロバート・シャーマン | リチャード・M・シャーマン、ロバート・シャーマン |        |
| 『セイム・タイム、ネクスト・イヤー』    | "The Last Time I Felt Like This"          | マーヴィン・ハムリッシュ                        | アラン・バーグマン、マリリン・バーグマン        |        |
| 1979 (第52回)                           |                                           |                                                 |                                                 |        |
| 『ノーマ・レイ』                        | 「流れのままに」                          | デヴィッド・シャイア                            | ノーマン・ギンベル                              |        |
| 『アイス・キャッスル』                  | 「スルー・ジ・アイズ・オブ・ラブ」        | マーヴィン・ハムリッシュ                        | キャロル・ベイヤー・セイガー                    |        |
| 『マペットの夢みるハリウッド』          | 「レインボー・コネクション」              | ケニー・アスチャー、ポール・ウィリアムズ        | ケニー・アスチャー、ポール・ウィリアムズ        |        |
| The Promise                             | "I'll Never Say Goodbye"                  | デヴィッド・シャイア                            | アラン・バーグマン、マリリン・バーグマン        |        |
| 『テン』                                | "It's Easy to Say"                        | ヘンリー・マンシーニ                            | ロバート・ウェルズ                              |        |

### 1980年代
| 年                                         | 映画                                            | 曲                                                                                         | 候補者                                                                                     | 候補者 |
| 年                                         | 映画                                            | 曲                                                                                         | 作曲                                                                                       | 作詞   |
| ------------------------------------------ | ----------------------------------------------- | ------------------------------------------------------------------------------------------ | ------------------------------------------------------------------------------------------ | ------ |
| 1980 (第53回)                              |                                                 |                                                                                            |                                                                                            |        |
| 『フェーム』                               | 「フェーム」                                    | マイケル・ゴア                                                                             | ディーン・ピッチフォード                                                                   |        |
| 『コンペティション』                       | 「ピープル・アローン」                          | ラロ・シフリン                                                                             | ウィル・ジェニングス                                                                       |        |
| 『フェーム』                               | 「アウト・ヒア・オン・マイ・オウン」            | マイケル・ゴア                                                                             | レスリー・ゴーア                                                                           |        |
| 『忍冬の花のように』                       | 「オン・ザ・ロード・アゲイン」                  | ウィリー・ネルソン                                                                         | ウィリー・ネルソン                                                                         |        |
| 『9時から5時まで』                         | 「9時から5時まで」                              | ドリー・パートン                                                                           | ドリー・パートン                                                                           |        |
| 1981 (第54回)                              |                                                 |                                                                                            |                                                                                            |        |
| 『ミスター・アーサー』                     | 「ニューヨーク・シティ・セレナーデ」            | ピーター・アレン、バート・バカラック、クリストファー・クロス、キャロル・ベイヤー・セイガー | ピーター・アレン、バート・バカラック、クリストファー・クロス、キャロル・ベイヤー・セイガー |        |
| 『エンドレス・ラブ』                       | 「エンドレス・ラブ」                            | ライオネル・リッチー                                                                       | ライオネル・リッチー                                                                       |        |
| 『007 ユア・アイズ・オンリー』             | 「ユア・アイズ・オンリー」                      | ビル・コンティ                                                                             | ミック・リーソン                                                                           |        |
| 『マペットの大冒険/宝石泥棒をつかまえろ!』 | "The First Time It Happens"                     | ジョー・ラポーゾ                                                                           | ジョー・ラポーゾ                                                                           |        |
| 『ラグタイム』                             | "One More Hour"                                 | ランディ・ニューマン                                                                       | ランディ・ニューマン                                                                       |        |
| 1982 (第55回)                              |                                                 |                                                                                            |                                                                                            |        |
| 『愛と青春の旅だち』                       | 「愛と青春の旅だち」                            | ジャック・ニッチェ、バフィ・セント＝マリー                                                 | ウィル・ジェニングス                                                                       |        |
| 『結婚しない族』                           | "How Do You Keep the Music Playing?"            | ミシェル・ルグラン                                                                         | アラン・バーグマン、マリリン・バーグマン                                                   |        |
| 『ロッキー3』                              | 「アイ・オブ・ザ・タイガー」                    | ジム・ピートリック、フランキー・サリヴァン                                                 | ジム・ピートリック、フランキー・サリヴァン                                                 |        |
| 『トッツィー』                             | 「君に想いを」                                  | デイヴ・グルーシン                                                                         | アラン・バーグマン、マリリン・バーグマン                                                   |        |
| Yes, Giorgio                               | "If We Were in Love"                            | ジョン・ウィリアムズ                                                                       | アラン・バーグマン、マリリン・バーグマン                                                   |        |
| 1983 (第56回)                              |                                                 |                                                                                            |                                                                                            |        |
| 『フラッシュダンス』                       | 「フラッシュダンス…ホワット・ア・フィーリング」 | ジョルジオ・モロダー                                                                       | アイリーン・キャラ、キース・フォーシー                                                     |        |
| 『フラッシュダンス』                       | 「マニアック」                                  | デニース・マトコスキー、マイケル・センベロ                                                 | デニース・マトコスキー、マイケル・センベロ                                                 |        |
| 『テンダー・マーシー』                     | "Over You"                                      | ボビー・ハート、オースティン・ロバーツ                                                     | ボビー・ハート、オースティン・ロバーツ                                                     |        |
| 『愛のイエントル』                         | 「パパ,見守って下さい」                         | ミシェル・ルグラン                                                                         | アラン・バーグマン、マリリン・バーグマン                                                   |        |
| 『愛のイエントル』                         | 「「イエントル」愛のテーマ」                    | ミシェル・ルグラン                                                                         | アラン・バーグマン、マリリン・バーグマン                                                   |        |
| 1984 (57th)                                |                                                 |                                                                                            |                                                                                            |        |
| 『ウーマン・イン・レッド』                 | 「心の愛」                                      | スティーヴィー・ワンダー                                                                   | スティーヴィー・ワンダー                                                                   |        |
| 『カリブの熱い夜』                         | 「見つめて欲しい」                              | フィル・コリンズ                                                                           | フィル・コリンズ                                                                           |        |
| 『フットルース』                           | 「フットルース」                                | ケニー・ロギンス、ディーン・ピッチフォード                                                 | ケニー・ロギンス、ディーン・ピッチフォード                                                 |        |
| 『フットルース』                           | 「レッツ・ヒア・イット・フォー・ザ・ボーイ」    | ディーン・ピッチフォード、トム・スノウ                                                     | ディーン・ピッチフォード、トム・スノウ                                                     |        |
| 『ゴーストバスターズ』                     | 「ゴーストバスターズ」                          | レイ・パーカー・ジュニア                                                                   | レイ・パーカー・ジュニア                                                                   |        |
| 1985 (第58回)                              |                                                 |                                                                                            |                                                                                            |        |
| 『ホワイトナイツ/白夜』                    | 「セイ・ユー、セイ・ミー」                      | ライオネル・リッチー                                                                       | ライオネル・リッチー                                                                       |        |
| 『バック・トゥ・ザ・フューチャー』         | 「パワー・オブ・ラヴ」                          | ジョニー・コーラ、クリス・ヘイズ                                                           | ヒューイ・ルイス                                                                           |        |
| 『コーラスライン』                         | 「サプライズ・サプライズ」                      | マーヴィン・ハムリッシュ                                                                   | エドワード・クレバン                                                                       |        |
| 『カラーパープル』                         | "Sister"                                        | クインシー・ジョーンズ、ロッド・テンパートン                                               | クインシー・ジョーンズ、ライオネル・リッチー、ロッド・テンパートン                         |        |
| 『ホワイトナイツ/白夜』                    | 「セパレート・ライヴス」                        | スティーヴン・ビショップ                                                                   | スティーヴン・ビショップ                                                                   |        |
| 1986 (第59回)                              |                                                 |                                                                                            |                                                                                            |        |
| 『トップガン』                             | 「愛は吐息のように」                            | ジョルジオ・モロダー                                                                       | トム・ウィットロック                                                                       |        |
| 『アメリカ物語』                           | 「アメリカ物語」                                | ジェームズ・ホーナー、バリー・マン                                                         | シンシア・ワイル                                                                           |        |
| 『ベスト・キッド2』                        | 「グロリー・オブ・ラヴ」                        | ピーター・セテラ、デイヴィッド・フォスター                                                 | ピーター・セテラ、ダイアン・ニーニ                                                         |        |
| 『リトル・ショップ・オブ・ホラーズ』       | "Mean Green Mother from Outer Space"            | アラン・メンケン                                                                           | ハワード・アッシュマン                                                                     |        |
| That's Life!                               | "Life in a Looking Glass"                       | ヘンリー・マンシーニ                                                                       | レスリー・ブリカス                                                                         |        |
| 1987 (第60回)                              |                                                 |                                                                                            |                                                                                            |        |
| 『ダーティ・ダンシング』                   | 「タイム・オブ・マイ・ライフ」                  | ジョン・デニコラ、ドナルド・マーコウィッツ、フランク・プリヴァイト                         | フランク・プリヴァイト                                                                     |        |
| 『ビバリーヒルズ・コップ2』                | 「シェイクダウン」                              | ハロルド・フォルターメイヤー、キース・フォーシー                                           | ハロルド・フォルターメイヤー、キース・フォーシー、ボブ・シーガー                           |        |
| 『遠い夜明け』                             | 「遠い夜明け」                                  | ジョージ・フェントン、ジョナス・グワングワ                                                 | ジョージ・フェントン、ジョナス・グワングワ                                                 |        |
| 『マネキン』                               | 「愛はとまらない」                              | アルバート・ハモンド、ダイアン・ウォーレン                                                 | アルバート・ハモンド、ダイアン・ウォーレン                                                 |        |
| 『プリンセス・ブライド・ストーリー』       | 「ストーリーブック・ラヴ」                      | ウィリー・デヴィル                                                                         | ウィリー・デヴィル                                                                         |        |
| 1988 (第61回)                              |                                                 |                                                                                            |                                                                                            |        |
| 『ワーキング・ガール』                     | 「レット・ザ・リヴァー・ラン」                  | カーリー・サイモン                                                                         | カーリー・サイモン                                                                         |        |
| 『バグダッド・カフェ』                     | 「コーリング・ユー」                            | ボブ・テルソン                                                                             | ボブ・テルソン                                                                             |        |
| 『フィル・コリンズ in バスター』           | 「ツー・ハーツ」                                | ラモント・ドジャー                                                                         | フィル・コリンズ                                                                           |        |
| 1989 (第62回)                              |                                                 |                                                                                            |                                                                                            |        |
| 『リトル・マーメイド』                     | 「アンダー・ザ・シー」                          | アラン・メンケン                                                                           | ハワード・アッシュマン                                                                     |        |
| 『ワン・モア・タイム』                     | 「アフター・オール」                            | トム・スノウ                                                                               | ディーン・ピッチフォード                                                                   |        |
| 『リトル・マーメイド』                     | 「キス・ザ・ガール」                            | アラン・メンケン                                                                           | ハワード・アッシュマン                                                                     |        |
| 『バックマン家の人々』                     | 「アイ・ラヴ・トゥ・シー・ユー・スマイル」      | ランディ・ニューマン                                                                       | ランディ・ニューマン                                                                       |        |
| 『旅する女/シャーリー・バレンタイン』      | "The Girl Who Used to Be Me"                    | マーヴィン・ハムリッシュ                                                                   | アラン・バーグマン、マリリン・バーグマン                                                   |        |

### 1990年代
| 年                                              | 映画                                                            | 曲 | 候補者                                                                                                   | 候補者 |
| 年                                              | 映画                                                            | 曲 | 作曲 | 作詞   |
| ----------------------------------------------- | --------------------------------------------------------------- | --- | --- | ------ |
| 1990 (第63回)                                   |                                                                 | | |        |
| 『ディック・トレイシー』                        | 「スーナー・オア・レイター」                                    | スティーヴン・ソンドハイム                                                                               | スティーヴン・ソンドハイム                                                                               |        |
| 『ゴッドファーザー PART III』                   | 「ゴッドファーザー・パート3愛のテーマ」                         | カーマイン・コッポラ                                                                                     | ジョン・ベティス                                                                                         |        |
| 『ホーム・アローン』                            | 「サムホエア・イン・マイ・メモリー」                            | ジョン・ウィリアムズ                                                                                     | レスリー・ブリカス                                                                                       |        |
| 『ハリウッドにくちづけ』                        | "I'm Checkin' Out"                                              | シェル・シルヴァスタイン                                                                                 | シェル・シルヴァスタイン                                                                                 |        |
| 『ヤングガン2』                                 | 「ブレイズ・オブ・グローリー」                                  | ジョン・ボン・ジョヴィ                                                                                   | ジョン・ボン・ジョヴィ                                                                                   |        |
| 1991 (第64回)                                   |                                                                 | | |        |
| 『美女と野獣』                                  | 「ビューティー・アンド・ザ・ビースト〜美女と野獣」              | アラン・メンケン                                                                                         | ハワード・アッシュマン (p.r.)                                                                            |        |
| 『美女と野獣』                                  | 「ひとりぼっちの晩餐会」                                        | アラン・メンケン                                                                                         | ハワード・アッシュマン (p.r.)                                                                            |        |
| 『美女と野獣』                                  | 「朝の風景」                                                    | アラン・メンケン                                                                                         | ハワード・アッシュマン (p.r.)                                                                            |        |
| 『フック』                                      | 「一人きりで」                                                  | ジョン・ウィリアムズ                                                                                     | レスリー・ブリッカス                                                                                     |        |
| 『ロビン・フッド』                              | 「(エヴリシング・アイ・ドゥ) アイ・ドゥ・イット・フォー・ユー」 | マイケル・ケイメン                                                                                       | ブライアン・アダムス、マット・ラング                                                                     |        |
| 1992 (第65回)                                   |                                                                 | | |        |
| 『アラジン』                                    | 「ホール・ニュー・ワールド」                                    | アラン・メンケン                                                                                         | ティム・ライス                                                                                           |        |
| 『アラジン』                                    | 「フレンド・ライク・ミー」                                      | アラン・メンケン                                                                                         | ハワード・アッシュマン (p.n.)                                                                            |        |
| 『ボディガード』                                | 「アイ・ハブ・ナッシング」                                      | デイヴィッド・フォスター                                                                                 | リンダ・トンプソン                                                                                       |        |
| 『ボディガード』                                | 「ラン・トゥ・ユー」                                            | ジャッド・J・フリードマン                                                                                | アラン・デニス・リッチ>                                                                                  |        |
| 『マンボ・キングス/わが心のマリア』             | 「わが心のマリア」                                              | ロバート・クラフト                                                                                       | アーネ・グリムシャー                                                                                     |        |
| 1993 (第66回)                                   |                                                                 | | |        |
| 『フィラデルフィア』                            | 「ストリーツ・オブ・フィラデルフィア」                          | ブルース・スプリングスティーン                                                                           | ブルース・スプリングスティーン                                                                           |        |
| 『ベートーベン2』                               | 「ザ・デイ・アイ・フォール・イン・ラヴ」                        | ジェームス・イングラム、クリフ・マグネス、キャロル・ベイヤー・セイガー                                   | ジェームス・イングラム、クリフ・マグネス、キャロル・ベイヤー・セイガー                                   |        |
| 『フィラデルフィア』                            | 「フィラデルフィア」                                            | ニール・ヤング                                                                                           | ニール・ヤング                                                                                           |        |
| 『ポエティック・ジャスティス/愛するということ』 | 「アゲイン」                                                    | ジャネット・ジャクソン、ジミー・ジャム、テリー・ルイス                                                   | ジャネット・ジャクソン、ジミー・ジャム、テリー・ルイス                                                   |        |
| 『めぐり逢えたら』                              | 「ア・ウインク・アンド・ア・スマイル」                          | マーク・シャイマン                                                                                       | ラムゼイ・マクリーン                                                                                     |        |
| 1994 (第67回)                                   |                                                                 | | |        |
| 『ライオン・キング』                            | 「愛を感じて」                                                  | エルトン・ジョン                                                                                         | ティム・ライス                                                                                           |        |
| 『ジュニア』                                    | "Look What Love Has Done"                                       | ジェームズ・ニュートン・ハワード、ジェームス・イングラム、キャロル・ベイヤー・セイガー、パティ・スマイス | ジェームズ・ニュートン・ハワード、ジェームス・イングラム、キャロル・ベイヤー・セイガー、パティ・スマイス |        |
| 『ライオン・キング』                            | 「サークル・オブ・ライフ」                                      | エルトン・ジョン                                                                                         | ティム・ライス                                                                                           |        |
| 『ライオン・キング』                            | 「ハクナ・マタタ」                                              | エルトン・ジョン                                                                                         | ティム・ライス                                                                                           |        |
| 『ザ・ペーパー』                                | "Make Up Your Mind"                                             | ランディ・ニューマン                                                                                     | ランディ・ニューマン                                                                                     |        |
| 1995 (第68回)                                   |                                                                 | | |        |
| 『ポカホンタス』                                | 「カラー・オブ・ザ・ウィンド」                                  | アラン・メンケン                                                                                         | スティーヴン・シュワルツ                                                                                 |        |
| 『デッドマン・ウォーキング』                    | 「デッド・マン・ウォーキン」                                    | ブルース・スプリングスティーン                                                                           | ブルース・スプリングスティーン                                                                           |        |
| 『ドンファン』                                  | 「リアリー・ラヴド・ア・ウーマン」                              | ブライアン・アダムス、マイケル・ケイメン、マット・ラング                                                 | ブライアン・アダムス、マイケル・ケイメン、マット・ラング                                                 |        |
| 『サブリナ』                                    | 「ムーンライト」                                                | ジョン・ウィリアムズ                                                                                     | アラン・バーグマン、マリリン・バーグマン                                                                 |        |
| 『トイ・ストーリー』                            | 「君はともだち」                                                | ランディ・ニューマン                                                                                     | ランディ・ニューマン                                                                                     |        |
| 1996 (第69回)                                   |                                                                 | | |        |
| 『エビータ』                                    | 「ユー・マスト・ラヴ・ミー」                                    | アンドルー・ロイド・ウェバー                                                                             | ティム・ライス                                                                                           |        |
| 『マンハッタン・ラプソディ』                    | 「アイ・ファイナリー・ファウンド・サムワン」                    | ブライアン・アダムス、マーヴィン・ハムリッシュ、マット・ラング、バーブラ・ストライサンド                 | ブライアン・アダムス、マーヴィン・ハムリッシュ、マット・ラング、バーブラ・ストライサンド                 |        |
| 『素晴らしき日』                                | 「フォー・ザ・ファースト・タイム」                              | ジャド・J・フリードマン、ジェームズ・ニュートン・ハワード、アラン・デニス・リッチ                        | ジャド・J・フリードマン、ジェームズ・ニュートン・ハワード、アラン・デニス・リッチ                        |        |
| 『すべてをあなたに』                            | "That Thing You Do!"                                            | アダム・シュレシンジャー                                                                                 | アダム・シュレシンジャー                                                                                 |        |
| 『アンカーウーマン』                            | 「ビコーズ・ユー・ラヴド・ミー」                                | ダイアン・ウォーレン                                                                                     | ダイアン・ウォーレン                                                                                     |        |
| 1997 (第70回)                                   |                                                                 | | |        |
| 『タイタニック』                                | 「マイ・ハート・ウィル・ゴー・オン」                            | ジェームズ・ホーナー                                                                                     | ウィル・ジェニングス                                                                                     |        |
| 『アナスタシア』                                | 「ジャーニー・トゥ・ザ・パスト」                                | スティーヴン・フラハーティ                                                                               | リン・アーレンズ                                                                                         |        |
| 『コン・エアー』                                | 「ハウ・ドゥ・アイ・リヴ」                                      | ダイアン・ウォーレン                                                                                     | ダイアン・ウォーレン                                                                                     |        |
| 『グッド・ウィル・ハンティング/旅立ち』         | 「ミス・ミザリー」                                              | エリオット・スミス                                                                                       | エリオット・スミス                                                                                       |        |
| 『ヘラクレス』                                  | 「ゴー・ザ・ディスタンス」                                      | アラン・メンケン                                                                                         | デヴィッド・ジッペル                                                                                     |        |
| 1998 (第71回)                                   |                                                                 | | |        |
| 『プリンス・オブ・エジプト』                    | 「ホエン・ユー・ビリーヴ」                                      | スティーヴン・シュワルツ                                                                                 | スティーヴン・シュワルツ                                                                                 |        |
| 『アルマゲドン』                                | 「ミス・ア・シング」                                            | ダイアン・ウォーレン                                                                                     | ダイアン・ウォーレン                                                                                     |        |
| 『ベイブ/都会へ行く』                           | 「それでいいんだ」                                              | ランディ・ニューマン                                                                                     | ランディ・ニューマン                                                                                     |        |
| 『モンタナの風に抱かれて』                      | 「ア・ソフト・プレイス・トゥ・フォール」                        | アリソン・ムーラー、グウィル・オーウェン                                                                 | アリソン・ムーラー、グウィル・オーウェン                                                                 |        |
| 『魔法の剣 キャメロット』                       | "The Prayer"                                                    | デイヴィッド・フォスター、キャロル・ベイヤー・セイガー                                                   | デイヴィッド・フォスター、トニー・レニス、キャロル・ベイヤー・セイガー、アルベルト・テスタ               |        |
| 1999 (第72回)                                   |                                                                 | | |        |
| 『ターザン』                                    | 「You'll Be in My Heart」                                       | フィル・コリンズ                                                                                         | フィル・コリンズ                                                                                         |        |
| 『マグノリア』                                  | 「セイヴ・ミー」                                                | エイミー・マン                                                                                           | エイミー・マン                                                                                           |        |
| 『ミュージック・オブ・ハート』                  | 「ミュージック・オブ・マイ・ハート」                            | ダイアン・ウォーレン                                                                                     | ダイアン・ウォーレン                                                                                     |        |
| 『サウスパーク/無修正映画版』                   | 「ブレイム・カナダ」                                            | トレイ・パーカー、マーク・シャイマン                                                                     | トレイ・パーカー、マーク・シャイマン                                                                     |        |
| 『トイ・ストーリー2』                           | 「ホエン・シー・ラブド・ミー」                                  | ランディ・ニューマン                                                                                     | ランディ・ニューマン                                                                                     |        |

### 2000年代
| 年                                    | 映画                                                 | 曲 | 候補者                                                                 | 候補者 |
| 年                                    | 映画                                                 | 曲 | 作曲                                                                   | 作詞   |
| ------------------------------------- | ---------------------------------------------------- | --- | ---------------------------------------------------------------------- | ------ |
| 2000 (第73回)                         |                                                      | |                                                                        |        |
| 『ワンダー・ボーイズ』                | 「シングス・ハヴ・チェンジド」                       | ボブ・ディラン | ボブ・ディラン                                                         |        |
| 『グリーン・デスティニー』            | 「ラヴ・ビフォー・タイム」                           | ホルヘ・カランドレッリ、譚盾 | ジェームズ・シェイマス                                                 |        |
| 『ダンサー・イン・ザ・ダーク』        | 「アイヴ・シーン・イット・オール」                   | ビョーク | ショーン、ラース・フォン・トリアー                                     |        |
| 『ラマになった王様』                  | 「マイ・ファニー・フレンド・アンド・ミー」           | デヴィッド・ハートリー、スティング                                                                                               | スティング                                                             |        |
| 『ミート・ザ・ペアレンツ』            | "A Fool in Love"                                     | ランディ・ニューマン | ランディ・ニューマン                                                   |        |
| 2001 (第74回)                         |                                                      | |                                                                        |        |
| 『モンスターズ・インク』              | 「君がいないと」                                     | ランディ・ニューマン | ランディ・ニューマン                                                   |        |
| 『ニューヨークの恋人』                | 「アンティル…」                                      | スティング | スティング                                                             |        |
| 『ロード・オブ・ザ・リング』          | 「メイ・イット・ビー」                               | エンヤ、ニック・ライアン、ロマ・ライアン                                                                                         | エンヤ、ニック・ライアン、ロマ・ライアン                               |        |
| 『パール・ハーバー』                  | 「永遠に愛されて」                                   | ダイアン・ウォーレン | ダイアン・ウォーレン                                                   |        |
| 『バニラ・スカイ』                    | 「バニラ・スカイ」                                   | ポール・マッカートニー | ポール・マッカートニー                                                 |        |
| 2002 (第75回)                         |                                                      | |                                                                        |        |
| 『8 Mile』                            | 「ルーズ・ユアセルフ」                               | ジェフ・バス、エミネム、ルイス・レスト                                                                                           | エミネム                                                               |        |
| 『シカゴ』                            | 「アイ・ムーヴ」                                     | ジョン・カンダー | フレッド・エッブ                                                       |        |
| 『フリーダ』                          | 「バーン・イット・ブルー」                           | エリオット・ゴールデンサール | ジュリー・テイモア                                                     |        |
| 『ギャング・オブ・ニューヨーク』      | 「ザ・ハンズ・ザット・ビルト・アメリカ」             | ボノ、ジ・エッジ、アダム・クレイトン、ラリー・マレン                                                                             | ボノ、ジ・エッジ、アダム・クレイトン、ラリー・マレン                   |        |
| 『ワイルド・ソーンベリーズ ムービー』 | 「ファザー・アンド・ドーター」                       | ポール・サイモン | ポール・サイモン                                                       |        |
| 2003 (第76回)                         |                                                      | |                                                                        |        |
| 『ロード・オブ・ザ・リング/王の帰還』 | 「イントゥー・ザ・ウエスト」                         | アニー・レノックス、ハワード・ショア、フラン・ウォルシュ                                                                         | アニー・レノックス、ハワード・ショア、フラン・ウォルシュ               |        |
| 『コールド マウンテン』               | 「ザ・スカーレット・タイド」                         | T・ボーン・バーネット、エルヴィス・コステロ                                                                                      | T・ボーン・バーネット、エルヴィス・コステロ                            |        |
| 『コールド マウンテン』               | 「ユー・ウィル・ビィ・マイ・エイン・トゥルー・ラブ」 | スティング | スティング                                                             |        |
| 『みんなのうた』                      | "A Kiss at the End of the Rainbow"                   | マイケル・マッキーン、アネット・オトゥール                                                                                       | マイケル・マッキーン、アネット・オトゥール                             |        |
| 『ベルヴィル・ランデブー』            | 「ベルヴィル・ランデブー」                           | ブノワ・シャレ | シルヴァン・ショメ                                                     |        |
| 2004 (第77回)                         |                                                      | |                                                                        |        |
| 『モーターサイクル・ダイアリーズ』    | 「河を渡って木立の中へ」                             | ホルヘ・ドレクスレル | ホルヘ・ドレクスレル                                                   |        |
| 『コーラス』                          | 「途中でみてごらん」                                 | ブリュノ・クーレ | クリストフ・バラティエ                                                 |        |
| 『オペラ座の怪人』                    | 「ラーン・トゥ・ビー・ロンリー」                     | アンドルー・ロイド・ウェバー | チャールズ・ハート                                                     |        |
| 『ポーラー・エクスプレス』            | 「ビリーブ」                                         | グレン・バラード、アラン・シルヴェストリ                                                                                         | グレン・バラード、アラン・シルヴェストリ                               |        |
| 『シュレック2』                       | 「アクシデンタリー・イン・ラヴ」                     | アダム・デュリッツ、チャーリー・ギリンガム、ジム・ボーギオス、デヴィッド・イマーグラック、マット・マリー、デヴィッド・ブライソン | アダム・デュリッツ、ダン・ビックリー                                   |        |
| 2005 (第78回)                         |                                                      | |                                                                        |        |
| 『ハッスル&フロウ』                   | 「イッツ・ハード・アウト・ヒア・フォア・ア・ピンプ」 | セドリック・コールマン、ジョーダン・ヒューストン、ポール・ボーリガード                                                           | セドリック・コールマン、ジョーダン・ヒューストン、ポール・ボーリガード |        |
| 『クラッシュ』                        | "In the Deep"                                        | マイケル・ベッカー、キャスリーン・ヨーク                                                                                         | キャスリーン・ヨーク                                                   |        |
| 『トランスアメリカ』                  | "Travelin' Thru"                                     | ドリー・パートン | ドリー・パートン                                                       |        |
| 2006 (第79回)                         |                                                      | |                                                                        |        |
| 『不都合な真実』                      | 「アイ・ニード・トゥ・ウェイク・アップ」             | メリッサ・エスリッジ | メリッサ・エスリッジ                                                   |        |
| 『カーズ』                            | 「アワ・タウン」                                     | ランディ・ニューマン | ランディ・ニューマン                                                   |        |
| 『ドリームガールズ』                  | 「リッスン」                                         | スコット・カルター、ヘンリー・クリーガー                                                                                         | アン・プレヴェン                                                       |        |
| 『ドリームガールズ』                  | 「ラヴ・ユー・アイ・ドゥ」                           | ヘンリー・クリーガー | サイーダ・ギャレット                                                   |        |
| 『ドリームガールズ』                  | 「ペイシェンス」                                     | ヘンリー・クリーガー | ウィリー・リール                                                       |        |
| 2007 (第80回)                         |                                                      | |                                                                        |        |
| 『ONCE ダブリンの街角で』             | 「フォーリング・スローリー」                         | グレン・ハンサード、マルケタ・イルグロヴァ'                                                                                      | グレン・ハンサード、マルケタ・イルグロヴァ'                            |        |
| 『奇跡のシンフォニー』                | 「レイズ・イット・アップ」                           | ジャマル・ジョゼフ、チャールズ・マック、テヴィン・トーマス                                                                       | ジャマル・ジョゼフ、チャールズ・マック、テヴィン・トーマス             |        |
| 『魔法にかけられて』                  | 「歌ってお仕事」                                     | アラン・メンケン | スティーヴン・シュワルツ                                               |        |
| 『魔法にかけられて』                  | 「そばにいて」                                       | アラン・メンケン | スティーヴン・シュワルツ                                               |        |
| 『魔法にかけられて』                  | 「想いを伝えて」                                     | アラン・メンケン | スティーヴン・シュワルツ                                               |        |
| 2008 (第81回)                         |                                                      | |                                                                        |        |
| 『スラムドッグ$ミリオネア』           | 「ジャイ・ホー」                                     | A・R・ラフマーン | グルザール                                                             |        |
| 『スラムドッグ$ミリオネア』           | 「オー...サヤ」                                      | A・R・ラフマーン、マーヤー・アルルピラガーサム                                                                                   | A・R・ラフマーン、マーヤー・アルルピラガーサム                         |        |
| 『ウォーリー』                        | 「ダウン・トゥ・アース」                             | ピーター・ガブリエル、トーマス・ニューマン                                                                                       | ピーター・ガブリエル                                                   |        |
| 2009 (第82回)                         |                                                      | |                                                                        |        |
| 『クレイジー・ハート』                | 「ザ・ウイーリ・カインド」                           | ライアン・ビンガム、T・ボーン・バーネット                                                                                        | ライアン・ビンガム、T・ボーン・バーネット                              |        |
| 『NINE』                              | 「テイク・イット・オール」                           | モーリー・イェストン | モーリー・イェストン                                                   |        |
| 『幸せはシャンソニア劇場から』        | 「パリ、愛してる」                                   | ラインハルト・ワーグナ | フランク・トマ                                                         |        |
| 『プリンセスと魔法のキス』            | 「夢まで あとすこし」                                | ランディ・ニューマン | ランディ・ニューマン                                                   |        |
| 『プリンセスと魔法のキス』            | 「それがニューオーリンズ」                           | ランディ・ニューマン | ランディ・ニューマン                                                   |        |

### 2010年代
| 年                                         | 映画                                               | 曲                                                                                     | 候補者                                                                                 | 候補者 |
| 年                                         | 映画                                               | 曲                                                                                     | 作曲                                                                                   | 作詞   |
| ------------------------------------------ | -------------------------------------------------- | -------------------------------------------------------------------------------------- | -------------------------------------------------------------------------------------- | ------ |
| 2010 (第83回)                              |                                                    |                                                                                        |                                                                                        |        |
| 『トイ・ストーリー3』                      | 「僕らはひとつ」                                   | ランディ・ニューマン                                                                   | ランディ・ニューマン                                                                   |        |
| 『カントリー・ストロング』                 | "Coming Home"                                      | トム・ダグラス、ヒラリー・リンジー、トロイ・ヴァージズ                                 | トム・ダグラス、ヒラリー・リンジー、トロイ・ヴァージズ                                 |        |
| 『127時間』                                | 「イフ・アイ・ライズ」                             | A・R・ラフマーン                                                                       | ロロ・アームストロング、ダイド                                                         |        |
| 『塔の上のラプンツェル』                   | 「輝く未来」                                       | アラン・メンケン                                                                       | グレン・スレーター                                                                     |        |
| 2011 (第84回)                              |                                                    |                                                                                        |                                                                                        |        |
| 『ザ・マペッツ』                           | "Man or Muppet"                                    | ブレット・マッケンジー                                                                 | ブレット・マッケンジー                                                                 |        |
| 『ブルー 初めての空へ』                    | "Real in Rio"                                      | カルリーニョス・ブラウン、セルジオ・メンデス                                           | サイーダ・ギャレット                                                                   |        |
| 2012 (第85回)                              |                                                    |                                                                                        |                                                                                        |        |
| 『007 スカイフォール』                     | 「スカイフォール」                                 | アデル、ポール・エプワース                                                             | アデル、ポール・エプワース                                                             |        |
| 『Chasing Ice』                            | "Before My Time"                                   | J・ラルフ                                                                              | J・ラルフ                                                                              |        |
| 『レ・ミゼラブル』                         | 「サドゥンリー」                                   | クロード＝ミシェル・シェーンベルク                                                     | アラン・ブーブリル、ハーバート・クレッツマー                                           |        |
| 『ライフ・オブ・パイ/トラと漂流した227日』 | 「パイズ・ララバイ」                               | マイケル・ダナ                                                                         | ボンベイ・ジャヤシュリー                                                               |        |
| 『テッド』                                 | "Everybody Needs a Best Friend"                    | ウォルター・マーフィ                                                                   | セス・マクファーレン                                                                   |        |
| 2013 (第86回)                              |                                                    |                                                                                        |                                                                                        |        |
| 『アナと雪の女王』                         | 「レット・イット・ゴー」                           | クリステン・アンダーソン＝ロペス、ロバート・ロペス                                     | クリステン・アンダーソン＝ロペス、ロバート・ロペス                                     |        |
| 『怪盗グルーのミニオン危機一発』           | 「ハッピー」                                       | ファレル・ウィリアムス                                                                 | ファレル・ウィリアムス                                                                 |        |
| 『her/世界でひとつの彼女』                 | "The Moon Song"                                    | カレンO                                                                                | スパイク・ジョーンズ、カレンO                                                          |        |
| 『マンデラ 自由への長い道』                | 「オーディナリー・ラヴ」                           | ポール・ヒューソン、デヴィッド・エヴァンス、アダム・クレイトン、ラリー・マレン         | ポール・ヒューソン                                                                     |        |
| 2014 (第87回)                              |                                                    |                                                                                        |                                                                                        |        |
| 『グローリー/明日への行進』                | 「グローリー」                                     | コモン、ジョン・レジェンド                                                             | コモン、ジョン・レジェンド                                                             |        |
| 『はじまりのうた』                         | 「ロスト・スターズ」                               | グレッグ・アレクサンダー、ダニエル・ブライズボア                                       | グレッグ・アレクサンダー、ダニエル・ブライズボア                                       |        |
| Beyond the Lights                          | "Grateful"                                         | ダイアン・ウォーレン                                                                   | ダイアン・ウォーレン                                                                   |        |
| Glen Campbell: I'll Be Me                  | "I'm Not Gonna Miss You"                           | グレン・キャンベル、ジュリアン・レイモンド                                             | グレン・キャンベル、ジュリアン・レイモンド                                             |        |
| 『LEGO ムービー』                          | "Everything Is Awesome"                            | ショーン・パターソン                                                                   | ショーン・パターソン                                                                   |        |
| 2015 (第88回)                              |                                                    |                                                                                        |                                                                                        |        |
| 『007 スペクター』                         | 「ライティングズ・オン・ザ・ウォール」             | ジミー・ネピア、サム・スミス                                                           | ジミー・ネピア、サム・スミス                                                           |        |
| 『フィフティ・シェイズ・オブ・グレイ』     | 「アーンド・イット」                               | アフマド・バルシェ、ジェイソン・クィンヴィル、ステファン・マッシオ、ザ・ウィークエンド | アフマド・バルシェ、ジェイソン・クィンヴィル、ステファン・マッシオ、ザ・ウィークエンド |        |
| 『ハンティング・グラウンド』               | 「ティル・イット・ハプンズ・トゥ・ユー」           | レディー・ガガ、ダイアン・ウォーレン                                                   | レディー・ガガ、ダイアン・ウォーレン                                                   |        |
| Racing Extinction                          | "Manta Ray"                                        | J・ラルフ                                                                              | アノーニ                                                                               |        |
| 『グランドフィナーレ』                     | "Simple Song #3"                                   | デヴィッド・ラング                                                                     | デヴィッド・ラング                                                                     |        |
| 2016 (第89回)                              |                                                    |                                                                                        |                                                                                        |        |
| 『ラ・ラ・ランド』                         | 「シティ・オブ・スターズ」                         | ジャスティン・ハーウィッツ                                                             | ベンジ・パセック、ジャスティン・ポール                                                 |        |
| Jim: The James Foley Story                 | "The Empty Chair"                                  | J・ラルフ、スティング                                                                  | J・ラルフ、スティング                                                                  |        |
| 『ラ・ラ・ランド』                         | 「オーディション（ザ・フールズ・フー・ドリーム）」 | ジャスティン・ハーウィッツ                                                             | ベンジ・パセック、ジャスティン・ポール                                                 |        |
| 『モアナと伝説の海』                       | 「どこまでも 〜How Far I'll Go〜」                 | リン＝マニュエル・ミランダ                                                             | リン＝マニュエル・ミランダ                                                             |        |
| 『トロールズ』                             | 「キャント・ストップ・ザ・フィーリング!」          | マックス・マーティン、カール・ヨハン・シュスター、ジャスティン・ティンバーレイク       | マックス・マーティン、カール・ヨハン・シュスター、ジャスティン・ティンバーレイク       |        |
| 2017 (第90回)                              |                                                    |                                                                                        |                                                                                        |        |
| 『リメンバー・ミー』                       | 「リメンバー・ミー」                               | クリステン・アンダーソン＝ロペス、ロバート・ロペス                                     | クリステン・アンダーソン＝ロペス、ロバート・ロペス                                     |        |
| 『君の名前で僕を呼んで』                   | 「ミステリー・オブ・ラヴ」                         | スフィアン・スティーヴンス                                                             | スフィアン・スティーヴンス                                                             |        |
| 『グレイテスト・ショーマン』               | 「ディス・イズ・ミー」                             | ベンジ・パセック、ジャスティン・ポール                                                 | ベンジ・パセック、ジャスティン・ポール                                                 |        |
| 『マーシャル 法廷を変えた男』              | "Stand Up for Something"                           | ダイアン・ウォーレン                                                                   | ロニー・R・リン、ダイアン・ウォーレン                                                  |        |
| 『マッドバウンド 哀しき友情』              | "Mighty River"                                     | メアリー・J. ブライジ、ラファエル・サディーク、タウラ・スティンソン                    | メアリー・J. ブライジ、ラファエル・サディーク、タウラ・スティンソン                    |        |
| 2018 (第91回)                              |                                                    |                                                                                        |                                                                                        |        |
| 『アリー/ スター誕生』                     | 「シャロウ 〜『アリー/ スター誕生』 愛のうた」     | レディー・ガガ、マーク・ロンソン、アンソニー・ロッソマンド、アンドリュー・ワイヤット   | レディー・ガガ、マーク・ロンソン、アンソニー・ロッソマンド、アンドリュー・ワイヤット   |        |
| 『バスターのバラード』                     | "When a Cowboy Trades His Spurs for Wings"         | デヴィッド・ロウリングス、ギリアン・ウェルチ                                           | デヴィッド・ロウリングス、ギリアン・ウェルチ                                           |        |
| 『ブラックパンサー』                       | 「オール・ザ・スターズ」                           | マーク・スピアーズ、ケンドリック・ラマー・ダックワーズ、アンソニー・ティフィス         | ケンドリック・ラマー・ダックワーズ、アンソニー・ティフィス、ソラーナ・ロウ             |        |
| 『メリー・ポピンズ リターンズ』            | 「幸せのありか」                                   | マーク・シャイマン                                                                     | マーク・シャイマン、スコット・ウィットマン                                             |        |
| 『RBG 最強の85才』                         | "I'll Fight"                                       | ダイアン・ウォーレン                                                                   | ダイアン・ウォーレン                                                                   |        |
| 2019 (第92回)                              |                                                    |                                                                                        |                                                                                        |        |
| 『ロケットマン』                           | 「(アイム・ゴナ)ラヴ・ミー・アゲイン」             | エルトン・ジョン                                                                       | バーニー・トーピン                                                                     |        |
| 『ブレイクスルー 奇跡の生還』              | "I'm Standing with You"                            | ダイアン・ウォーレン                                                                   | ダイアン・ウォーレン                                                                   |        |
| 『アナと雪の女王2』                        | 「イントゥ・ジ・アンノウン」                       | クリステン・アンダーソン＝ロペス、ロバート・ロペス                                     | クリステン・アンダーソン＝ロペス、ロバート・ロペス                                     |        |
| 『ハリエット』                             | 「スタンド・アップ」                               | ジョシュア・ブライアン・キャンベル、シンシア・エリヴォ                                 | ジョシュア・ブライアン・キャンベル、シンシア・エリヴォ                                 |        |
| 『トイ・ストーリー4』                      | 「君のため」                                       | ランディ・ニューマン                                                                   | ランディ・ニューマン                                                                   |        |

### 2020年代
| 年                                                     | 映画                                          | 曲                                                                                 | 候補者                                                                             | 候補者 |
| 年                                                     | 映画                                          | 曲                                                                                 | 作曲                                                                               | 作詞   |
| ------------------------------------------------------ | --------------------------------------------- | ---------------------------------------------------------------------------------- | ---------------------------------------------------------------------------------- | ------ |
| 2020/21 (第93回)                                       |                                               |                                                                                    |                                                                                    |        |
| 『ユダ&ブラック・メシア 裏切りの代償』                 | "Fight for You"                               | H.E.R.、ダーンスト・エミール2世                                                    | H.E.R.、ティアラ・トーマス                                                         |        |
| 『ユーロビジョン歌合戦 〜ファイア・サーガ物語〜』      | "Husavik"                                     | リカード・ゴランソン、ファット・マックス・グサス、サヴァン・コテチャ               | リカード・ゴランソン、ファット・マックス・グサス、サヴァン・コテチャ               |        |
| 『これからの人生』                                     | "Io sì (Seen)"                                | ダイアン・ウォーレン                                                               | ラウラ・パウジーニ、ダイアン・ウォーレン                                           |        |
| 『あの夜、マイアミで』                                 | 「スピーク・ナウ」                            | サム・アシュワース、レスリー・オドム・Jr                                           | サム・アシュワース、レスリー・オドム・Jr                                           |        |
| 『シカゴ7裁判』                                        | 「ヒア・マイ・ヴォイス」                      | ダニエル・ペンバートン                                                             | ダニエル・ペンバートン、セレステ・ウェイト                                         |        |
| 2021 (第94回)                                          |                                               |                                                                                    |                                                                                    |        |
| 『007/ノー・タイム・トゥ・ダイ』                       | 「ノー・タイム・トゥ・ダイ」                  | ビリー・アイリッシュ、フィニアス・オコネル                                         | ビリー・アイリッシュ、フィニアス・オコネル                                         |        |
| 『ベルファスト』                                       | "Down to Joy"                                 | ヴァン・モリソン                                                                   | ヴァン・モリソン                                                                   |        |
| 『ミラベルと魔法だらけの家』                           | 「2匹のオルギータス」                         | リン＝マニュエル・ミランダ                                                         | リン＝マニュエル・ミランダ                                                         |        |
| 『フォー・グッド・デイズ』                             | "Somehow You Do"                              | ダイアン・ウォーレン                                                               | ダイアン・ウォーレン                                                               |        |
| 『ドリームプラン』                                     | 「ビー・アライヴ」                            | ビヨンセ・ノウルズ＝カーター、ディクソン                                           | ビヨンセ・ノウルズ＝カーター、ディクソン                                           |        |
| 2022 (第95回)                                          |                                               |                                                                                    |                                                                                    |        |
| 『RRR』                                                | 「ナートゥ・ナートゥ」                        | M・M・キーラヴァーニ                                                               | チャンドラボース                                                                   |        |
| 『ブラックパンサー/ワカンダ・フォーエバー』            | 「リフト・ミー・アップ」                      | テムズ、リアーナ、ライアン・クーグラー、ルドウィグ・ゴランソン                     | テムズ、ライアン・クーグラー                                                       |        |
| 『エブリシング・エブリウェア・オール・アット・ワンス』 | "This Is a Life"                              | ライアン・ロット、デヴィッド・バーン、ミツキ                                       | ライアン・ロット、デヴィッド・バーン                                               |        |
| 『私たちの声』                                         | "Applause"                                    | ダイアン・ウォーレン                                                               | ダイアン・ウォーレン                                                               |        |
| 『トップガン マーヴェリック』                          | 「ホールド・マイ・ハンド」                    | レディー・ガガ、ブラッドポップ                                                     | レディー・ガガ、ブラッドポップ                                                     |        |
| 2023 (第96回)                                          |                                               |                                                                                    |                                                                                    |        |
| 『バービー』                                           | 「ホワット・ワズ・アイ・メイド・フォー?」     | ビリー・アイリッシュ、フィニアス・オコネル                                         | ビリー・アイリッシュ、フィニアス・オコネル                                         |        |
| 『ジョン・バティステ: アメリカン・シンフォニー』       | "It Never Went Away"                          | ジョン・バティステ、ダン・ウィルソン                                               | ジョン・バティステ、ダン・ウィルソン                                               |        |
| 『バービー』                                           | 「アイム・ジャスト・ケン」                    | マーク・ロンソン、アンドリュー・ワイアット                                         | マーク・ロンソン、アンドリュー・ワイアット                                         |        |
| 『フレーミングホット!チートス物語』                    | "The Fire Inside"                             | ダイアン・ウォーレン                                                               | ダイアン・ウォーレン                                                               |        |
| 『キラーズ・オブ・ザ・フラワームーン』                 | 「オセージ 〜ソング・フォー・マイ・ピープル」 | スコット・ジョージ                                                                 | スコット・ジョージ                                                                 |        |
| 2024 （第97回）                                        |                                               |                                                                                    |                                                                                    |        |
| 『エミリア・ペレス』                                   | "El Mal"                                      | クレマン・デュコル、カミーユ                                                       | クレマル・デュコル、カミーユ、ジャック・オーディアール                             |        |
| 『6888郵便大隊』                                       | "The Journey"                                 | ダイアン・ウォーレン                                                               | ダイアン・ウォーレン                                                               |        |
| 『シンシン/SING SING』                                 | "Like a Bird"                                 | アブラハム・アレクサンダー、エイドリアン・ケサーダ                                 | アブラハム・アレクサンダー、エイドリアン・ケサーダ                                 |        |
| 『エミリア・ペレス』                                   | "Mi Camino"                                   | クレマル・デュコル、カミーユ                                                       | クレマル・デュコル、カミーユ                                                       |        |
| 『エルトン・ジョン:Never Too Late 』                   | "Never Too Late"                              | エルトン・ジョン、ブランディ・カーライル、アンドリュー・ワット、バーニー・トーピン | エルトン・ジョン、ブランディ・カーライル、アンドリュー・ワット、バーニー・トーピン |        |